# منصور المشدالي
منصور المشدالي أو ناصر الدين المشدالي أو أبو علي منصور بن أحمد بن عبد الحق بن سدرحان (سدرمان) بن فلاح بن تميم بن فائد بن يعلي المشدالي البجائي الزواوي هو رجل دين سني مالكي أشعري قادري من جرجرة في الجزائر بشمال أفريقيا.

## النشأة
أبو علي منصور بن أحمد بن عبد الحق بن سدرحان بن فلاح المشدالي البجائي الزواوي هو فقيه مالكي زواوي جزائري ولد في مشدا الله خلال سنة 1234م الموافق لعام 631هـ.
وتنحدر أسرة المشدالي، التي اشتهرت بالعلم والفقه والجاه، من منطقة مشدالة غرب مدينة بجاية قرب جبل لالة خديجة، في ولاية البويرة الحالية، التي تنتمي إلى منطقة القبائل الزواوية، وقد استقرت في مدينة بجاية.
نشأ «سيدي منصور المشدالي» في مشدا الله ضمن هذه الأسرة المنتمية إلى عرش أمازيغي كثير العدد، معروف بشدته في الحروب والمعارك فاكتسب سمعة وجاها، فكان سلاطين وحكام الدولة الموحدية يسترضونه ويحسبون له ألف حساب.

## الترجمة
هو الشيخ الفقيه، المحصل المتقن، المجيد المتفنن، أبو علي منصور بن أحمد بن عبد الحق المشدالي من أعلام بجاية في القرن السابع الهجري.
تلقى بداية في صباه العلوم الشرعية من القرآن، وأصول الفقه على يد والده الفقيه «أحمد بن عبد الحق المشدالي».
وعندما لم يجد أبوه الجو الملائم في مشدا الله لاستزادة ابنه «منصور» من العلم، باع كل أملاكه، وأخذ ابنه إلى بجاية، التي كانت آنذاك قلعة العلماء، وهو ما سمح له بالتعمق في طلب العلم، والالتقاء بالعلماء الوافدين من مختلف الأمصار.

## شيوخه بالقاهرة
توجه «سيدي منصور المشدالي» إلى المشرق في صغره مع أبيه، وبدأ رحلته بمصر أين درس على أكابر علمائها، فقرأ هناك على كثير من العلماء، وحصل العلوم الشرعية، وكان له بذلك علم بالفقه وأصول الدين، ومشاركة في علم المنطق وعلم العربية.
فلقي «سيدي بوعلي المشدالي» علماء أفاضل في القاهرة والجامع الأزهر، منهم الشيخ العز بن عبد السلام الذي لزمه وانتفع بعلمه، وقرأ عليه صحيح مسلم، و«موطأ أبي مصعب علي أبي إسحاق إبراهيم بن أبي حفص عمر بن مضر الواسطي».
وقد أخذ مع الإمام المالكي شهاب الدين القرافي في مجلس واحد مع عديد الطلبة والعلماء.
كما أخذ التصوف الجنيدي مع سنن الترمذي عن «قطب الدين أبي بكر محمد بن أحمد بن علي القسطلاني»، وابن عصفور الإشبيلي، وغيره من الفضلاء. أطلِقَ في مصر اسم «ناصر الدين» عليه من طرف شيوخه وأحبابه.

## رحلته في المشرق
لما بلغ «سيدي بوعلي المشدالي» سن الشباب، قام برحلة علمية طويلة المدى عبر أقطار المشرق العربي دامت أكثر من عشرين (20) سنة.
وقد أخذ خلالها في دمشق شتى العلوم الشرعية على عدد من العلماء منهم «شرف الدين أبو عبد الله محمد بن أبي الفضل المرسي» و«أبو إسحاق إبراهيم بن عمر بن خضر بن فارس».
ولقي كذلك شمس الدين الأصبهاني، والقاضي المالكي «شرف الدين أبو حفص عمر بن عبد الله بن صالح بن عيسى السبكي» (المتوفي في 669هـ)، والقاضي الحنفي «صدر الدين سليمان الحنفي».
وبما أنه دخل قديما إلى المشرق، فقد قرأ به أصول الفقه وفروع الفقه، وكان له منها حظ وافر، وكان قد لقيه بمدينة «ملالة» الرحالة محمد العبدري الحاحي.

## رجوعه إلى بجاية
لما رجع «سيدي منصور المشدالي» في أواخر القرن السابع الهجري، نحو عام 679هـ (1280م)، إلى بجاية بعلم كثير وتعليم مفيد، انبرى لتعليم وإقراء وتدريس العلوم وكانت دروسه حسنة منقحة، وكانت له عبارة جيدة، وهو كثير البحث، ومحبته في البحث أكثر من محبته في النقل.
فجلس للتدريس في مساجد بجاية، وأخذت عنه أجيال كثيرة من العلماء الذين ذاع صيتهم في العالم الإسلامي.
وكان يتكلم على تفسير كتاب الله تعالى وحديث رسول صلى الله عليه وسلم كلاما جيدا، وكان من أهل الشورى وأهل الفتوى.
وهو الذي جلب "مختصر ابن الحاجب لشيخه ابن الحاجب من مصر إلى بجاية، ورغّب في قراءته وتدارسه، وانتقل عبر تلاميذه إلى سائر أمصار المغرب الإسلامي.

## تلاميذه ببجاية
بعد رجوعه إلى بجاية، قرأ على «سيدي منصور المشدالي» في مسجد عين البربر وفي الجامع الأعظم داخل قصبة بجاية العديد من التلاميذ، منهم «القاسم بن يوسف بن محمد بن علي التجيبي» الذي أخذ عنه جميع كتاب «الفوائد في اختصار المقاصد» أو «القواعد الصغرى» للشيخ العز بن عبد السلام.
وأخذ عنه الخطيب ابن مرزوق، وقال عنه:
ومن بين تلاميذه الآخرين:
- الشيخ «عمران المشدالي» إمام «المدرسة التاشفينية» في تلمسان[21]،
- الشيخ «أحمد بن عمران البجائي»، الفقيه[22]،
- «منصور بن علي بن عبد الله الزواوي»، المحدث النحوي الأصولي[23]،
- «إبراهيم بن يخلف التنسي»، الفقيه[9]،
- «عبد العزيز بن أبي القاسم بن حسن الربعي»، الفقيه الصوفي الأصولي[24]،
- «ابن المسفر محمد بن يحي الباهلي البجائي»، فقيه وقاضي بجاية[25]،
- «محمد بن أحمد بن أبي بكر بن مرزوق العجيمي»، الفقيه[26]،
- «أبو علي الحسن بن حسين البجائي»، الفقيه[27]،
- الإمام الصوفي «حسن بن أبي القاسم بن باديس».[28]

## ما قاله تلاميذه عنه
قال الخطيب ابن مرزوق الجد عنه:
وقال «منصور الزواوي» عنه:
وقال «أبو القاسم التجيبي» في رحلته:

## مؤلفاته
وله شرح على الرسالة الفقهية للعالم ابن أبي زيد القيرواني ولم يستكمله، وهو لا بأس به، وتحصيله لأصول الفقه وأصول الدين على طريقة الأقدمين وعلى طريقة المتأخرين، وهو ممن ينفع بالأخذ عنه والسماع منه.

## شيخوخته
لما بلغ «سيدي منصور المشدالي» سنا متقدمة، أوجب عليه هرمه الجلوس في داره ببجاية، غير أن الطلبة ظلوا يقصدونه ويقرؤون عليه.

## ذريته
حفيده من إحدى بناته هو الفقيه «أبو الفضل المشدالي» (820هـ-864هـ) الذي تزوج أبوه أبو عبد الله المشدالي منها.

## وفاته
كانت وفاة سيدي منصور المشدالي في سنة 1311م الموافق لعام 731هـ.
وقد تم دفنه في مقبرة مدينة بجاية في منطقة القبائل ضمن زواوة وجرجرة، شرق جبال الخشنة و«الأطلس البليدي».

## قال عنه العلماء
قال عنه سيدي بلعباس الغبريني في عنوان الدراية: